# Burmeistera rubrosepala
Burmeistera rubrosepala är en klockväxtart som först beskrevs av Franz Elfried Wimmer, och fick sitt nu gällande namn av Franz Elfried Wimmer. Burmeistera rubrosepala ingår i släktet Burmeistera och familjen klockväxter. IUCN kategoriserar arten globalt som akut hotad. Inga underarter finns listade i Catalogue of Life.